# 8226-os mellékút (Magyarország)
A 8226-os számú mellékút egy bő 7 kilométer hosszú, négy számjegyű mellékút Győr-Moson-Sopron vármegye déli részén, a Bakonyalján. Győrasszonyfa és Tarjánpuszta települések egyetlen közúti megközelítési útvonala.

## Nyomvonala
Táp belterületének déli szélén ágazik ki a 8222-es útból, kevéssel annak 22. kilométere után, délnyugat felé. Első métereit leszámítva külterületén húzódik, és mintegy 1,6 kilométer után át is lép a következő község, Győrasszonyfa területére. A településen nagyjából a 2. és 4. kilométerei között kanyarog végig, Kisfaludy utca, Rákóczi utca, Petőfi Sándor utca, végül Kossuth utca néven. A falut már északnyugati irányban hagyja el, előtte, a nyugati határszélen kiágazik belőle dél felé a 82 326-os számú mellékút, ez a Győr–Veszprém-vasútvonal Győrasszonyfa megállóhelyéig vezet.
Kevéssel ezután az út eléri, majd pár száz méter után keresztezi is a vasút vágányait, de már a következő település, Tarjánpuszta területén. A falu lakott területét 4,8 kilométer után éri el, a sínekkel párhuzamosan húzódva, majd kicsivel ezt követően elhalad Tarjánpuszta vasútállomás mellett is, melynek kiszolgálására a 82 327-es számú mellékút ágazik ki belőle. A belterületen nagyjából végig az északnyugati irányt követi, Kossuth utca néven, majd még a 6. kilométere előtt kilép a házak közül. Egy szakaszon Tarjánpuszta és Ravazd határvonalát követi, majd a 7. kilométerét elhagyva teljesen ez utóbbi területére lép. E falu délkeleti peremvidékén ér véget, beletorkollva a 82-es főútba, annak 53+750-es kilométerszelvénye közelében.
Teljes hossza, az országos közutak térképes nyilvántartását szolgáló kira.gov.hu adatbázisa szerint 7,622 kilométer.

## Települések az út mentén
- Táp
- Győrasszonyfa
- Tarjánpuszta
- Ravazd